# Hilsen fra Bergen til Kristiania
Hilsen fra Bergen til Kristiania is een lied gecomponeerd door Johan Halvorsen. Hij zette muziek onder een gedicht van Johan Bøgh, dat speciaal voor de gelegenheid geschreven was. Die gelegenheid was een zangfeest, zevende versie, in Christiania. Hilsen fra Bergen til Kristiania is Noors voor 'Groeten van Bergen aan Christiania'. Bøgh was schrijver en zijn werken waren een van de redenen om het theatergezelschap in Bergen op te richten. Halvorsen werd de dirigent van het bijbehorend orkest. Het werk werd voor het eerst uitgevoerd op 21 mei 1896 in dat theater door het Bergenskoret onder leiding van Ingolf Schjøtt als generale repetitie en uitvoering voordat het gezelschap afreisde naar Christiania om het aldaar te zingen.    